# جالوچیو
جالوچیو (به ایتالیایی: Galluccio) یک کومونه در ایتالیا است که در استان کسرتا واقع شده‌است.

## خصوصیات
جالوچیو ۳۲٫۰ کیلومترمربع مساحت و ۲٬۲۷۵ نفر جمعیت دارد و ۳۶۸ متر بالاتر از سطح دریا واقع شده‌است.